# Eric Bedford
Hon. Eric Lance Bedford (* 19. Februar 1928 in Concord, New South Wales; † 8. Juli 2006 in Sydney) war ein australischer Politiker der Australian Labor Party ALP, der zwischen 1968 und 1985 Mitglied im Parlament von New South Wales war und von 1976 bis 1985 verschiedene Ministerämter bekleidete.

## Leben

### Lehrer und Mitglied des Parlaments von New South Wales
Eric Lance Bedford, Sohn des Elektrikers Roy Oswald Bedford und dessen Ehefrau Clara Rosiland Bounds, trat nach dem Besuch der Strathfield South Primary School und der Fort Street Boys’ High School 1947 ins Bildungsministerium ein und unterrichtete bis 1958 als Lehrer in verschiedenen dörflichen Zentren. 1953 trat er als Offizier in die Kadettenbrigade (Cadet Brigade) ein und gehörte dieser bis 1968 an. Danach war er von 1958 bis 1963 Lehrer an der Liverpool Boys High School und absolvierte zudem ein Lehramtsstudium am Sydney Teachers’ College der University of New England, welches er 1959 mit einem Bachelor of Arts (B.A.) beendete. In dieser Zeit trat er 1958 auch der Australian Labor Party ALP als Mitglied bei und engagierte sich im Ortsverein Fairfield South sowie später im Ortsverein Camden Haven. Er unterrichtete zwischen 1963 und 1968 als Lehrer an der Bankstown Girls High School und war zudem von 1965 bis 1985 als Mitglied des Rates der New South Wales Geographical Society, der Geographischen Gesellschaft dieses Bundesstaates. Er war zwischen 1966 und 1967 Mitglied der Zentralen Exekutive der ALP von New South Wales und fungierte 1966 als Wahlkampfdirektor von Gough Whitlam, des späteren Premierministers von Australien.
Bei der Wahl vom 24. Februar 1968 wurde Bedford für die Australian Labor Party erstmals Mitglied im Parlament von New South Wales und vertrat nach seinen Wiederwahlen bis zum 28. August 1981 den Wahlkreis Fairfield in der Legislativversammlung (NSW Legislative Assembly), wobei er bei der Wahl am 7. Oktober 1978 mit 75,42 Prozent sein bestes Ergebnis erzielte. Bei der Wahl am 19. September 1981 wurde er mit 19.137 Stimmen (74 Prozent) im neu geschaffenen Wahlkreis Cabramatta wieder zum Mitglied der Legislativversammlung gewählt und gehörte dieser bis zu seinem Mandatsverzicht am 31. Dezember 1985 an.

### Minister und weitere Funktionen
Am 14. Mai 1976 übernahm Eric Bedford nach dem Sieg der Labour Party bei den Wahlen vom 1. Mai 1976 erstmals ein Regierungsamt und fungierte im Kabinett von Premierminister Neville Wran bis zum 29. Februar 1980 als Bildungsminister (Minister for Education). Nach einer Regierungsumbildung bekleidete er zwischen dem 29. Februar 1980 und dem 10. Februar 1984 das Amt als Minister für Planung und Umwelt (Minister for Planning and Environment) sowie nach einer weiteren Umbildung des Kabinetts Wran vom 10. Februar bis zum 5. April 1984 abermals das Amt des Bildungsministers, ehe er zuletzt zwischen dem 5. April 1984 und seinem Rücktritt am 31. Dezember 1985 sowohl Minister für Industrie und Dezentralisierung (Minister for Industry and Decentralisation) als auch in Personalunion Minister für Mittelstand und Technologie (Minister for Small Business and Technology) war.
Nach seinem Ausscheiden aus Regierung und Parlament war Bedford zwischen 1985 und 1990 Vorsitzender der Local Government Grants Commission, der Kommission für kommunale Zuwendungen. Daneben engagierte er sich von 1988 bis 1998 als Vorsitzender des Rennsportvereins Port Macquarie Race Club. 1996 wurde er Mitglied des Beratungsausschusses des Ministers für das Altern und gehörte dieser bis 2001 an. Er war zudem von 1997 bis 1990 der Vereinigung für höhere Bildung in Hastings (Hastings Higher Education Association) sowie zwischen 1999 und 2001 Präsident der Former Members of NSW Parliament Association, der Vereinigung ehemaliger Parlamentsmitglieder von New South Wales. 2000 ernannte ihn die Labour Party zum Mitglied auf Lebenszeit.
Aus seiner am 6. Mai 1950 geschlossenen Ehe mit Muriel Glennon gingen drei Töchter hervor.